# Pan, amor y... Andalucía

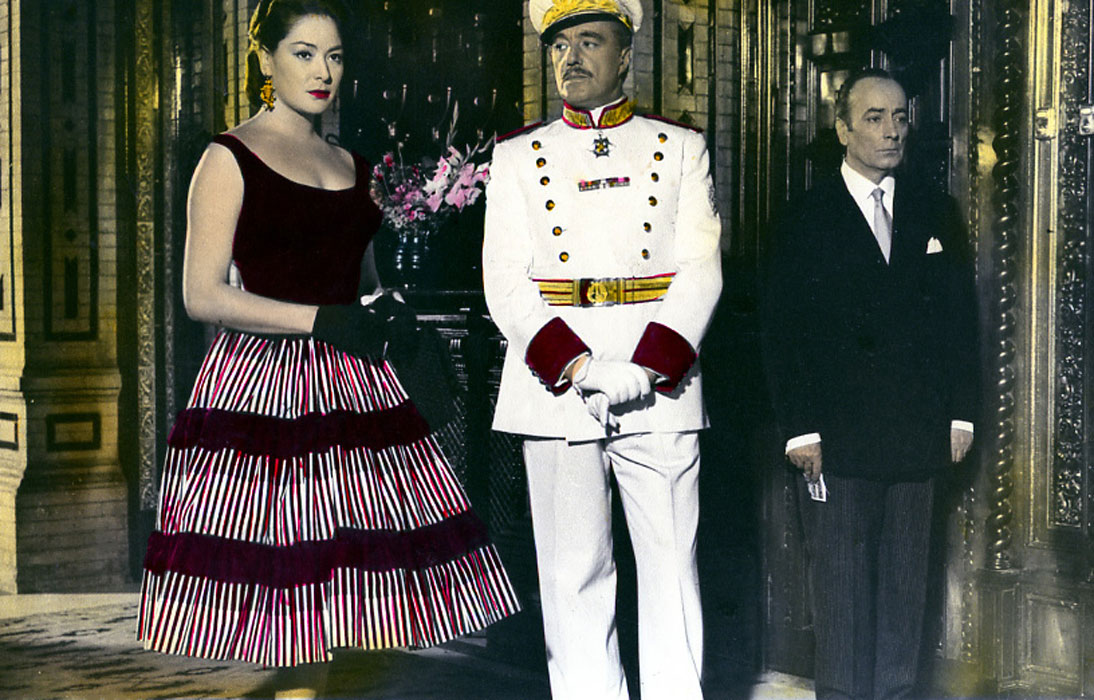
Columba Domínguez y Vittorio De Sica

Pan, amor y... Andalucía es una película de 1958 dirigida por Javier Setó. La cinta fue grabada en España e Italia.

## Argumento
Un comandante de la policía municipal de Sorrento (Italia) y director de la banda de música realiza un viaje a Sevilla para presentarse a un festival, allí se encapricha de una joven cantante y bailarina.

## Reparto
- Carmen Sevilla como Carmen García
- Vittorio De Sica como Antonio Carotenuto
- Columba Domínguez como Dolores
- Peppino De Filippo como Peppino
- Lea Padovani como Violante Ruotolo
- Pastora Imperio como Maestra de baile
- Mario Carotenuto como Don Matteo Carotenuto
- Vicente Parra como Paco
- Josefina Serratosa como Tía de Carmen
- Carmen Sánchez como Tía de Paco
- Julio Goróstegui como Prior
- José Nieto como Don Pablo
- Antonio Ruiz Soler como Bailarín
- Jacinto San Emeterio como Gerente del hotel

## Saga
Esta es la cuarta película de la saga sobre el personaje del brigada Carotenuto, protagonizadas por Vittorio De Sica. Las tres primeras son:
- 1953: Pan, amor y fantasía  (Pane, amore e fantasia), con Gina Lollobrigida y dirigida por Luigi Comencini.
- 1954: Pan, amor y celos (Pane, amore e gelosia), con la misma Gina Lollobrigida y dirigida también por Luigi Comencini.
- 1955: Pan, amor y... (Pane, amore e...), con Sophia Loren y dirigida por Dino Risi.